# Фицалан, Ричард, 11-й граф Арундел
Ричард Фицалан (англ. Richard FitzAlan; 1346 — 21 сентября 1397) — 11-й граф Арундел и 9-й граф Суррей с 1376 года, рыцарь ордена Подвязки с 1386 года, сын Ричарда Фицалана, 10-го графа Арундела, и его второй жены Элеоноры Ланкастер. По линии матери он был потомком короля Англии Генриха III. Ричард был адмиралом Англии и главнокомандующим английским флотом в период Столетней войны.
Граф Арундел был одним из богатейших людей в Англии и играл заметную роль в английской политике. Во время малолетства короля Англии Ричарда II он был членом регентского совета, а затем одним из пяти лордов-апеллянтов, которые узурпировали власть в Англии в 1388 году. В 1397 году с другими двумя лордами-апеллянтами граф Арундел был обвинён в государственной измене и казнён, а его владения и титулы были конфискованы.

## Биография

### Молодые годы
Ричард родился в 1346 году. После смерти отца в 1376 году он унаследовал его богатые владения и титулы графа Арундела и Суррея. При этом ему пришлось столкнуться с противодействием единокровного брата Эдмунда, старшего сына 10-го графа от аннулированного первого брака с Изабеллой Диспенсер, предъявившего права на отцовское наследство. Эдмунд совершил набег на владения Ричарда в Эссексе, но успеха не добился.
Унаследовав отцовские владения, Ричард стал одним из богатейших землевладельцев в Англии. Однако, в отличие от отца, он отказался давать денежные займы английской короне, что, возможно, стало одним из источников разногласий с королём.
После смерти короля Эдуарда III в 1377 году граф Арундел вошёл в состав регентского совета, управлявшего Англией во время малолетства Ричарда II. Во время коронации Ричарда граф Арундел исполнял обязанности главного кравчего и был одним из графов, которые несли молодого короля на плечах.
В том же 1377 году граф Арундел был назначен адмиралом Запада и Юга. Он принимал участие в нескольких морских экспедициях во Францию, с которой продолжала воевать Англия, однако эти экспедиции в первое время были не очень удачными, хотя французские хронисты сообщают, что благодаря ему был спасён Саутгемптон от нападения французского флота. В 1378 году Ричард со своим флотом атаковал Арфлёр, однако встретил там упорное сопротивление, в результате чего был вынужден отступить. В том же году флот, который возглавляли граф Арундел и граф Солсбери, был разбит испанским флотом, хотя впоследствии им удалось заставить сдаться Шербур. Позже Ричард вместе с Джоном Гонтом, герцогом Ланкастером, неудачно атаковал Сен-Мало в Бретани. Также граф Арундел не смог противостоять разграблению французами побережья Сассекса.
В 1381 году погиб Эдмунд Мортимер, 3-й граф Марч, оставив малолетнего сына Роджера. Первоначально поместья наследника, исключая те, которые оказались в руках исполнителей завещания покойного графа Марча, оказались разделены между несколькими незначительными сеньорами. Однако это вызвало недовольство крупной знати. Они заявили, что их интересы, как и интересы самого Роджера, не были учтены. В итоге король согласился удовлетворить их претензии, и 16 декабря 1383 года владения графа Марча в Англии и Уэльсе оказались под управлением графов Арундела, Нортумберленда, Уорика и барона Невилла. Большие владения Мортимеров, которые были сосредоточены в Уэльсе и Валлийской марке, в будущем дали управлявшим ими графам Арунделу и Уорику достаточно могущества для борьбы против короля Ричарда II.
В 1381 году граф Арундел был назначен одним из гувернёров Ричарда II. Однако молодой король сильно невзлюбил его, что позже отразилось на их отношениях.
В 1386 году граф Арундел стал адмиралом Англии, а также стал одним из рыцарей ордена Подвязки.
24 марта 1387 года граф Арундел был главнокомандующим флота, который разбил объединённый франко-кастильско-фламандский флот в битве при Маргейте, захватив богатую добычу. Затем он разорил порт Бреста, разрушив два форта. После этого он триумфально вернулся в Англию, разорив по дороге побережье около Слейса.

### Мятежлордов-апеллянтов
В 1387 году граф Арундел вместе с дядей короля Томасом Вудстоком, герцогом Глостером, и Томасом де Бошан, 12-м графом Уориком, недовольными сумасбродством Ричарда II, восстал против короля и укрылись в Уолтем-Кроссе (Хартфордшир), куда к ним стали стекаться сторонники. Когда 14 ноября к ним прибыли 8 членов «Большого постоянного совета», лорды предъявили апелляцию (лат. accusatio) на действия фаворитов короля — канцлера Майкла де ла Поля, графа Саффолка; графа Оксфорда; Александра Невилла, архиепископа Йоркского; верховного судьи Роберта Тресилиана и бывшего мэра Лондона сэра Николаса Брембра, в ответ посланники пригласили лордов в Вестминстер на встречу к королю. Из-за этого они получили в истории прозвание лорды-апеллянты.
17 ноября лорды-апеллянты встретились с королём в Вестминстерском дворце. Однако они не распускали свою армию и действовали с позиции силы, потребовав от короля ареста фаворитов и суда над ними на следующем заседании парламента. Король согласился, назначив слушание на 3 февраля 1388 года. Однако он не спешил удовлетворять требования апеллянтов, не желая устраивать суд над своими приближёнными, которые сбежали.
Вскоре лорды-апеллянты узнали о том, что король их обманул. Судебные приказы, которые были выпущены от его имени парламенту, призывали всех забыть о раздорах. В итоге апеллянты вновь начали активные действия. Именно в этот период к апеллянтам присоединились ещё двое лордов. Одним из них был Генри Болингброк, граф Дерби, сын и наследник Джона Гонта, дяди короля. Второй лорд — Томас де Моубрей, 1-й граф Нортгемптон и граф Маршал, бывший фаворит Ричарда II, а теперь зять графа Арундела.
19 декабря армия апеллянтов подстерегла возвращавшегося из Нортгемптона графа Оксфорда около Рэдкот Бриджа. Сопровождавшие Оксфорда люди были захвачены, а сам он смог бежать и затем перебраться во Францию, где и прожил оставшиеся годы своей жизни.
После этой битвы примирения апеллянтов с королём уже быть не могло. После Рождества в конце декабря армия мятежников подошла к Лондону. Испуганный король укрылся в Тауэре и начал через посредничество архиепископа Кентерберийского вести переговоры с апеллянтами. Однако те на уступки идти не хотели и заявили о возможном низложении короля. Желая любым способом сохранить корону, Ричард сдался. Он издал новые судебные приказы для парламента, а также предписал шерифам задержать пятерых беглецов, доставив их для суда.
3 февраля 1388 года в Уайтхолле Вестминстерского дворца собрался парламент, который вошёл в историю под названием «Безжалостный». В результате его работы четверо фаворитов короля были приговорены к казни. Двое, Оксфорд и Саффолк, успели бежать, но Брембр и Тресилиан были под нажимом апеллянтов казнены. Архиепископу Йоркскому как духовному лицу сохранили жизнь, но все его владения и имущество были конфискованы. Также было казнено несколько менее знатных соратников короля. Королева Анна умоляла сохранить жизнь Саймону Берли, однако безрезультатно. Всего было казнено 8 человек. Кроме того, ряд приближённых короля был изгнан из Англии.

### Последующие годы
После того как парламент был распущен, король в течение года старался вести себя тихо. Всё управление Англией находилось в руках лордов-апеллянтов.
Граф Арундел в мае 1388 года отправился в морской поход во Францию, получив должности капитана Бреста и королевского лейтенанта в Бретани. Не имея возможности для крупных операций, он захватил ряд островов недалеко от Гаскони, затем разграбил Ла-Рошель.
Однако 3 мая 1389 года Ричард, которому к тому моменту исполнилось 22 года, сообщил совету, что он уже взрослый, не повторит ошибки, совершённые в молодости, поэтому он готов править страной самостоятельно. Апеллянты, решив, что урок король усвоил, позволили королю обрести некоторую независимость, поскольку у них не было желания править за него всю жизнь, хотя Ричарду всё равно полагалось управлять страной через совет.
В 1389 году граф Арундел решил совершить путешествие в Святую Землю. В мае он, как и другие лорды-апеллянты, был выведен из состава королевского совета, на посту адмирала Англии его сменил граф Хантингтон, единоутробный брат короля. Однако он отказался от своих планов, а в декабре 1389 года примирился с королём и вновь вошёл в королевский совет.
До 1392 года в Англии было всё спокойно, а лорды-апеллянты утратили былое единство. Граф Уорик удалился в свои имения. Томас Моубрей и Генри Болингброк после примирения с королём стали его сторонниками. Только герцог Глостер и граф Арундел продолжали придерживаться прежней политики, хотя и у них были разногласия между собой. И со временем от Арундела, который вёл себя всё более несговорчиво и вздорно, начали отворачиваться его бывшие соратники. Король же постепенно обретал уверенность.
В 1392 году у графа Арундела начался конфликт с Джоном Гонтом, который был правой рукой короля. В этом году Арундела оштрафовали на 400 марок за брак с богатой Филиппой Мортимер, вдовой Джона Гастингса, 3-го графа Пембрука. Новая графиня Арундел, согласно Фруассару, очень грубо вела себя с Екатериной Суинфорд, любовницей (а затем женой) Джона Гонта. В 1393 году против Джона Гонта началось восстание в Чешире, которое вскоре перекинулось на Йоркшир. Хотя неподалёку находился граф Арундел, он не предпринял каких-то попыток подавить восстание. Возможно, причиной этого было недовольство Арундела политикой Гонта, направленной на заключение мира с Францией. Бездеятельность Арундела дала повод Джону Гонту, на которого также обрушился гнев бунтовщиков, обвинить его в подстрекательстве. Король был недоволен, в результате Арунделу пришлось приносить извинения.
7 июня 1394 года неожиданно умерла королева Анна, жена Ричарда II. Король, который был сильно привязан к жене, был безутешен и устроил ей пышные похороны в Вестминстерском аббатстве, а часть дворца Шин, в которой умерла Анна, велел снести. Граф Арундел на панихиду опоздал, а по приходе попросил изволения уйти раньше, и король расценил подобное поведение как личное оскорбление. Он сильно ударил Арундела своей тростью и приказал его арестовать, после чего тот провёл несколько месяцев в Тауэре. Освободил он Арундела только после того, как тот поклялся вести себя прилично и заплатил залог в 40 тысяч фунтов.

### Осуждение и казнь
В 1397 году отношения герцога Глостера и графа Арундела с королём окончательно испортились. В феврале они отказались явиться на королевский совет. Возможно, причиной этого были возражения Арундела против англо-французского перемирия, заключённого в 1396 году. В начале июня Глостер на королевском банкете в Вестминстере публично высказал возмущение из-за уступки по условиям 28-летнего перемирия Бреста и Шербура Франции. Вскоре пошли слухи, что Глостер, Арундел и Уорик замышляют против короля. Неизвестно, насколько слухи правдивы, но Ричард решил перестраховаться и расправиться с лордами-апеллянтами.
10 июля король пригласил Глостера, Арундела и Уорика на королевский банкет. Глостер и Арундел приглашение отклонили, а Уорик пришёл. После окончания пира по приказу короля Уорика схватили и заключили в Тауэр. Через пару недель Ричард приказал схватить и Арундела, причём он опять прибегнул к обману, пообещав архиепископу Кентерберийскому Томасу Фицалану, брату Арундела, что с тем ничего не случится. Арундел был отправлен в заключение в замок Карисбрук на острове Уайт. Позже был арестован и герцог Глостер.
17 сентября 1397 года в Вестминстере собрался парламент. Он стал своеобразным зеркальным отображением «Безжалостного парламента», но теперь обвиняемыми были бывшие обвинители Глостер, Арундел и Уорик. Порядок судебного разбирательства был тем же, что и 9 лет назад. В качестве апеллянтов выступили 8 лордов.
Первым был вызван граф Арундел. Несмотря на то, что он отверг все обвинения и заявил, что получил от короля два прощения, ему был вынесен смертный приговор — казнь через повешение, который король заменил на более достойную казнь — плаху. Приговор был приведён в исполнение сразу же на Тауэрском холме, причём при казни присутствовал его зять и бывший соратник Томас Моубрей. При этом Фруассар сообщает, что Моубрей завязал глаза Арунделу и лично привёл приказ в исполнение. Глостер не дожил до суда и был убит (вероятно, по приказу короля), а Уорик отделался изгнанием и конфискацией владений.
Владения и титулы Арундела были конфискованы и розданы приближённым Ричарда II — большей частью Томасу Моубрею, зятю покойного графа. Только после того как Генри Болингброк сверг Ричарда II и был коронован под именем Генрих IV, владения и титулы были возвращены наследнику Ричарда Фицалана — Томасу.

## Брак и дети
1-я жена: с 28 сентября 1359 года (контракт) Элизабет де Богун (ум. 3 апреля 1385), дочь Уильяма де Богуна, 1-го графа Нортгемптона, и Элизабет де Бадлесмер. Дети:
- Элизабет Фицалан (до 1375 — 8 июля 1425); 1-й муж: ранее декабря 1378 года сэр Уильям де Монтегю (ум. 6 августа 1382); 2-й муж: с июля 1384 года: Томас де Моубрей (22 марта 1366 — 22 сентября 1399), 6-й барон Моубрей и 7-й барон Сегрейв с 1382 года, 1-й граф Ноттингем с 1383 года, 3-й граф Норфолк с 1398 года, 1-й герцог Норфолк в 1398—1399 годах, граф Маршал в 1386—1398 годах; 3-й муж: ранее 19 августа 1401 года сэр Роберт Гоушел из Ховерингхема; 4-й муж: ранее 3 июля 1414 года сэр Джерар Аффлит;
- Джоан Фицалан (1375 — 14 ноября 1435); муж: Уильям Бошан (1330/1340 — 8 мая 1411), 1-й барон Абергавенни с 1392 года;
- Элис Фицалан (до 1382 — до 1415); муж: ранее марта 1392 года Джон Черлтон (25 апреля 1362 — 19 октября 1401), 4-й барон Черлетон с 1374 года; её любовником был Генри Бофорт (1374 — 11 апреля 1447), кардинал Уинчестерский;
- Сын;
- Томас Фицалан (13 октября 1381 — 13 октября 1415), 12-й граф Арундел и 11-й граф Суррей с 1400 года;
- Маргарет Фицалан (1382 — ?); муж: сэр Роланд Лентал из Хэмптон Курта.

2-я жена: с 15 августа 1390 Филиппа Мортимер (21 ноября 1375 — 24 сентября 1401), дочь Эдмунда Мортимера, 3-го графа Марч, и Филиппы Плантагенет, вдова Джона Гастингса, 3-го графа Пембрука. Дети:
- Джон Фицалан (ок. 1394 — после 1397).

## Комментарии
1. ↑  Брак родителей Эдмунда был аннулирован в 1344 году, а сам Эдмунд был признан незаконнорождённым[2].
2. ↑  Личное состояние графа Арундела составляло порядка 50 тысяч фунтов[3].